# Vilho Penttilä

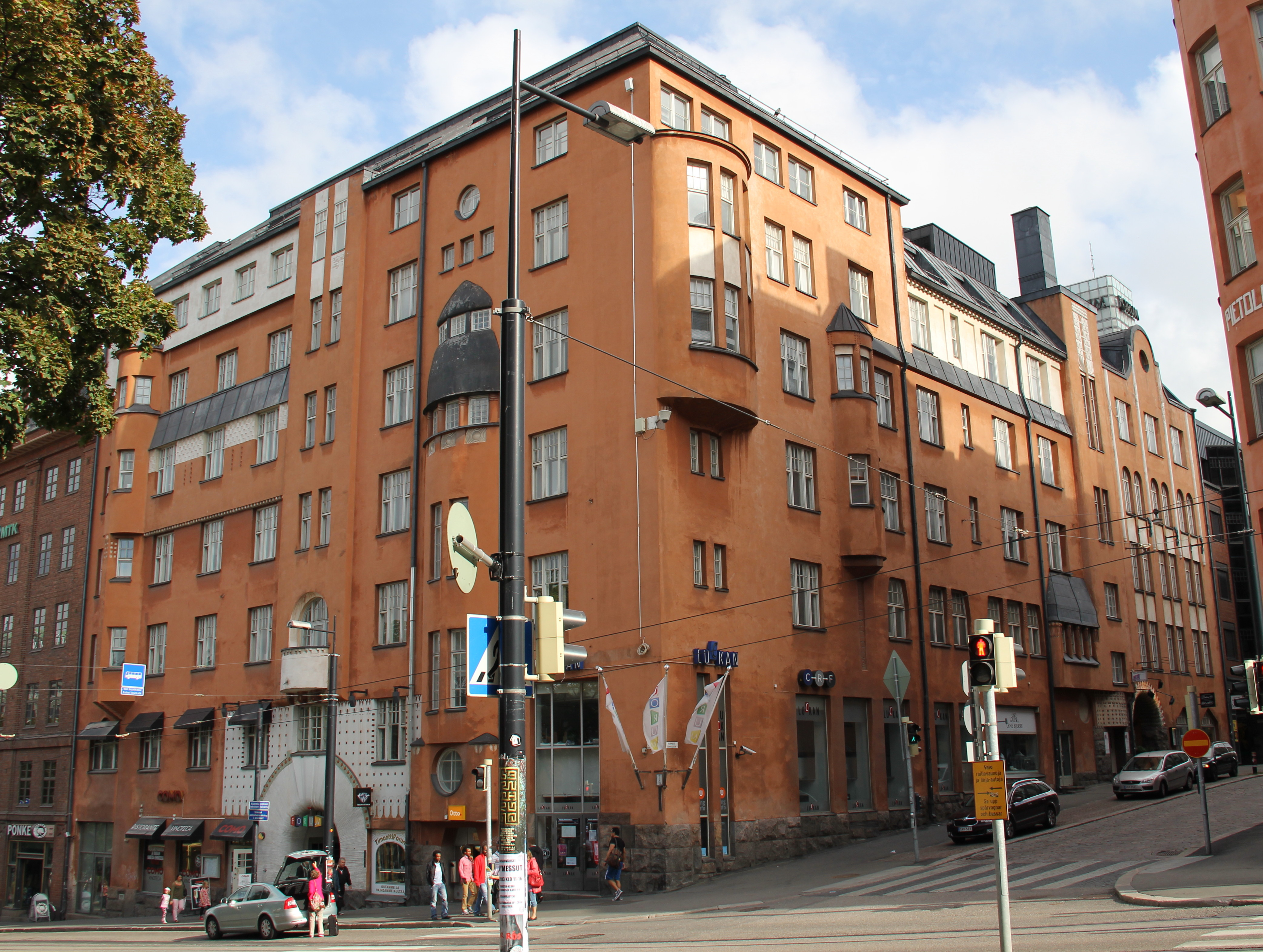
Gryningen.

Vilho Penttilä, född 6 oktober 1868 i Hogland, död 12 februari 1918 i Grankulla, var en finländsk arkitekt.
Efter examen från Polytekniska institutet i Helsingfors 1891 var Penttilä verksam som extraordinarie arkitekt vid Överstyrelsen för allmänna byggnaderna 1891–1894 och drev en arkitektbyrå tillsammans med Usko Nyström och Albert Petrelius 1894–1908. Han ritade ett stort antal nyrenässans- och jugendbyggnader i hela Finland. 
I Helsingfors ritade Penttilä tillsammans med Nyström och Petrelius Schalinska huset (Fabriksgatan 9 – Kaptensgatan 11) och fastigheten Annegatan 12 – Nylandsgatan 17 (1898). Han ritade även huset Gryningen (1905, ursprungligen ägt av nykterhetsföreningen Koitto) vid Simonsgatan. I övrigt ritade han bland annat Kansallis-Osake-Pankkis kontorsbyggnader i Lahtis, Tavastehus, Jyväskylä, Uleåborg, Viborg, Kuopio och Tammerfors samt kyrkor i Riihimäki, Siilinjärvi och Koskis.